# Austral Líneas Aéreas
Austral Líneas Aéreas, más conocida como Austral, fue una aerolínea estatal de pasajeros argentina. Dedicada a vuelos de cabotaje y regionales, que estuvo en actividad desde 1971. Formó parte de la alianza de aerolíneas SkyTeam, y fue la segunda aerolínea más grande de Argentina.
Tuvo su base de operaciones en el Aeroparque Jorge Newbery y el Aeropuerto Internacional de Ezeiza del cual salían sus vuelos nacionales y regionales que comercializaba conjuntamente como filial de Aerolíneas Argentinas. Realizaba vuelos de cabotaje dentro de Argentina, y vuelos regionales, dentro del Mercosur, a Uruguay, Paraguay y Brasil. 
Austral como empresa perteneciente al Grupo Aerolíneas Argentinas fue reestatizada junto con Aerolíneas Argentinas y las demás empresas del grupo en julio de 2008 por el Estado argentino. 
El 5 de mayo de 2020, Pablo Ceriani anunció la fusión de Austral con Aerolíneas Argentinas, debido a la crisis económica generada por el coronavirus.
La futura unión actual con Aerolíneas Argentinas se hace evidente en que:
- Comparten rutas aéreas que solían ser exclusivas de Austral o de Aerolíneas Argentinas.
- Las oficinas de ambas se hallan en el mismo lugar.
- Toda la gestión comercial y administrativa es conjunta.
- Austral empleaba un sector del Aeroparque Jorge Newbery conjuntamente con Aerolíneas Argentinas.

El 30 de noviembre de 2020 Austral realizó su último vuelo comercial uniendo PSS con EZE, para luego fusionarse y pasar a ser parte del Grupo Aerolíneas Argentinas desde el 1 de diciembre de dicho año. 

## Historia
El antecedente de Austral Líneas Aéreas fue la empresa Austral CATASACI (Compañía Argentina de Transporte Aéreo Sociedad Anónima Comercial e Industrial) fundada en 1957, con el fin de establecer servicios regulares a la Patagonia argentina. La empresa propietaria fue La Sociedad Anónima Importadora y Exportadora de la Patagonia, más conocida como La Anónima, una empresa de almacenes (y luego supermercados) con asiento en Trelew, cuyos accionistas pertenecían a las familias Braun, Menéndez y Reynal. El nombre "Austral" proviene precisamente de esa identidad patagónica de sus dueños. De todas las empresas aéreas fundadas en esos años, fue la única que subsistió, debido a contar con un capital adecuado, buena administración, una flota razonable, subsidios y hasta inversiones extranjeras, como las realizadas por Pan American.
En 1971 surgió Austral Líneas Aéreas, como resultado de la alianza entre Aerotransportes Litoral Argentino (ALA) que había sido fundada en 1956, y Austral Compañía Argentina de Transportes Aéreos, fundada en 1957. En ese entonces su flota estaba compuesta por aviones turbohélice NAMC YS-11 y turborreactores BAC 1-11.
En 1980, durante la dictadura autodenominada Proceso de Reorganización Nacional, la empresa fue estatizada en una operación que ha sido considerado como un acto de corrupción, que involucró también la comisión de crímenes de lesa humanidad. La decisión fue tomada por el ministro de Economía José Alfredo Martínez de Hoz y su equipo, quienes se caracterizaban por su ideología de oposición radical a la actuación del Estado en la actividad económica y muy particularmente a las empresas públicas. Para poder estatizar la empresa Martínez de Hoz debió enfrentar a la Fuerza Aérea Argentina, que se oponía a la estatización de la aerolínea. Por entonces el principal accionista de La Anónima, con más de un 70%, era William Reynal, primo de Alejandro Reynal, integrante del equipo de Martínez de Hoz que por entonces se desempeñaba como vicepresidente del Banco Central; otros accionistas importantes eran Federico Braun, Pablo Braun y Eduardo Braun Cantilo. Austral estaba en ese momento al borde de la quiebra y el principal acreedor era el Estado, a la vez que el único acreedor privado era el Banco Latinoamericano (BLA), propiedad de Eduardo Saiegh, que tenía acciones de Austral en caución por siete millones de dólares. Saiegh fue secuestrado el 31 de octubre de 1980 y torturado durante una semana en la dependencia de la Policía Federal del Banco Nación y obligado a liquidar su banco. Luego de ser liberado Saiegh acusó a Alejandro Reynal de haber instigado su secuestro para quedarse con las acciones de Austral.
El gobierno de Raúl Alfonsín dispuso en 1987 la privatización de Austral que pasó a pertenecer al grupo liderado por el empresario metalúrgico Enrique Pescarmona (IMPSA), mediante la empresa Cielos del Sur S.A.
En 1990 la aerolínea española Iberia Austral-Cielos del Sur, formaron un pool para comprar la empresa estatal Aerolíneas Argentinas que el gobierno de Carlos Menem había decidido privatizar, pocos meses después de asumir y casi sin estudios previos. La entrega de la empresa al grupo español se efectivizó el 20 de noviembre de 1990, mediante lo que el diario La Nación calificó como "un extraño enroque financiero", en el que intervino personalmente el presidente español Felipe González y en el que Iberia aportó el 75%. Inmediatamente después, Iberia decidió asumir directamente la gestión de Aerolíneas Argentinas desde España y fusionarla con Austral, mientras que Pescarmona, vendió sus acciones y se retiró de la sociedad. Aunque fusionadas bajo la propiedad y el gerenciamiento de Iberia, Austral y Aerolíneas Argentinas mantuvieron una autonomía operativa por la cual preservaron por separado a sus tripulaciones y equipos operacionales, así como los nombres comerciales, los colores y logos que las identificaban.
La gestión de Iberia en Aerolíneas Argentinas-Austral tuvo las características de un vaciamiento. La empresa vendió todos sus aviones por un monto equivalente al que le había costado comprar la aerolínea y traspasó los simuladores de vuelo de Aerolíneas, que eran los más avanzados de América Latina, a las bases de Iberia en Miami y Madrid. Hacia 1995 Aerolíneas Argentinas-Austral estaba al borde de la quiebra técnica. En 1997 el propio presidente de Iberia, Xabier de Irala, definió la situación de la aerolínea del siguiente modo:

La administración de Iberia en Aerolíneas Argentinas ha sido desastrosa.
Xabier de Irala, presidente de Iberia

En el año 2001, las empresas se hallaron prácticamente en la bancarrota, lo que llevó a la venta de ambas aerolíneas al Grupo Marsans.
El esquema de pintura de las flotas de Aerolíneas Argentinas y Austral en un momento era idéntico para las aeronaves de la familia Boeing 737 y MD-80 que vuelan cabotaje y regional. El mismo era idéntico al que en la actualidad poseen las aeronaves de Aerolíneas Argentinas, la única diferencia es que del lado del fuselaje izquierdo se lucían los títulos de Aerolíneas Argentinas y del lado derecho se mostraban los títulos de Austral. En la actualidad ya no es idéntico, pues Austral en el año 2007 recibió imagen propia para sus aeronaves.
En julio de 2008 se expropió para su reestatización todo el paquete accionario de Aerolíneas Argentinas, Austral Líneas Aéreas y todas sus marcas. 
Para detalles sobre la expropiación del Grupo Aerolíneas Argentinas, ir a la historia de Aerolíneas Argentinas: aquí.
El 21 de mayo de 2009, en un acto en la Casa Rosada la presidenta Cristina Fernández de Kirchner anunció la compra de 20 aviones Embraer 190 para las empresas Aerolíneas Argentinas y su filial Austral Líneas Aéreas. La primera aeronave de este tipo llegaría en el primer semestre de 2010. Otra de las cosas que se destacaron en ese mismo acto, es la utilización de la también reestatizada Área Material de Córdoba para el mantenimiento exclusivo de este tipo de aeronaves una vez incorporadas. Esta es la compra más grande de la historia de la aeronáutica argentina. Son aviones 0 km. La última compra de aviones nuevos se hizo en 1975.

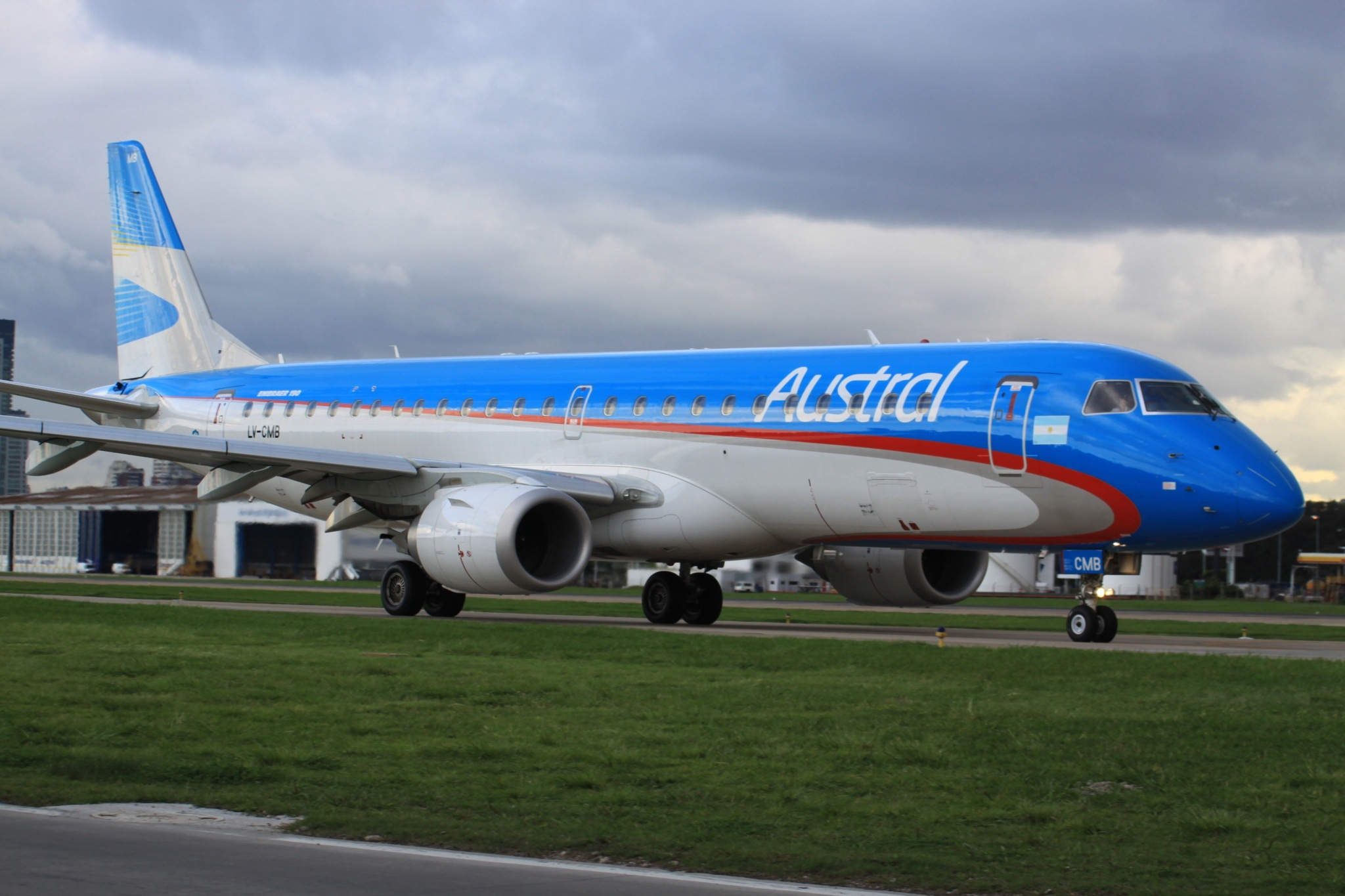
Embraer 190 de Austral en el Aeroparque Jorge Newbery.

El 9 de junio de 2010, El Grupo Aerolíneas presentó su nueva imagen corporativa, que afectara en breve a todas sus marcas y áreas de la empresa (Austral Líneas Aéreas, Aerolíneas Argentinas, Aerolíneas Argentinas Cargo, Aerohandling, Jet Paq y Optar). Un cambio renovador, nunca antes visto en la historia de la empresa, elevando en el nuevo esquema que utilizaran sus aviones los colores de la bandera argentina, ya que en el esquema se incorporan por primera vez el color celeste y amarillo, además de que las aeronaves volverán a lucir el histórico color rojo, que en la última gestión española fue dejado lado. El cambio de imagen era una de las prioridades de la nueva gestión Estatal. A las pocas horas de la presentación, la página web de la empresa fue actualizada completamente acorde a la nueva imagen. Todas las aeronaves de Austral ya portan el nuevo esquema.
El 14 de marzo de 2010 la empresa inaugura los vuelos denominados 'Corredor Federal'. Casi en simultáneo con dos aeronaves MD-80 se realizan los tramos de ida y vuelta por separado, Iguazú - Salta - Mendoza - Bariloche y Bariloche - Mendoza - Salta - Iguazú. Estos vuelos son operados dos veces por semana los días miércoles y sábados con aviones de Austral Líneas Aéreas.
El 20 de septiembre de 2010 llegan al país las primeras dos aeronaves Embraer 190 para Austral Líneas Aéreas de un total de veinte aeronaves encargadas al fabricante brasileño Embraer en mayo de 2009 y que llegaran a razón de dos aeronaves nuevas por mes para completar la compra de las 20 aeronaves a mediados del año que viene, las características de esta orden la convierte en la compra de aeronaves más grande de toda la historia aerocomercial civil de la República Argentina. Las primeras dos aeronaves de este tipo poseen las matrículas argentinas LV-CDY y LV-CDZ respectivamente. Todas las aeronaves encargadas están configuradas para transportar a 96 pasajeros y cada butaca cuenta con pantallas individuales para un mejor entretenimiento del cliente durante su vuelo, servicio nunca antes brindado en cabotaje por una línea aérea argentina. Los Embraer E-Jets son operados por aerolíneas del mundo como Air Canada, Air France, Alitalia, British Airways, KLM, Lufthansa, US Airways, entre otras.
Esta compra de aeronaves Embraer 190 estuvo envuelta en denuncias de sobreprecios y coimas. Por esta situación se abrió una causa judicial contra Ricardo Jaime, entonces al frente de la Secretaría de Transporte, y Julio de Vido ministro de Planificación, ambos actualmente detenidos, y condenados o procesados por causas similares.
El 9 de abril de 2012 realizaron su último vuelo en la aerolínea los MD-80 luego de 31 años de servicio en la compañía.
En abril de 2013, fueron comprados dos nuevos aviones E-190 para continuar expandiendo la flota.
En 2016, Isela Constantini comenzó a poner en marcha una licitación internacional abierta para definir el negocio de los reaseguros de la compañía, un tema que por alguna razón fue de interés de Isela apenas desembarcó en Aerolíneas, con la adjudicación del contrato que implica un pago anual del orden de los US$ 30 millones y el cobro de una comisión que oscila en torno del 4%.
En 2020, el presidente de Aerolíneas Argentinas, Pablo Ceriani, anunció en Twitter que Austral se fusionaría con Aerolíneas Argentinas en atención a la crisis por la que atraviesa la industria aerocomercial en todo el mundo por la pandemia del COVID-19.

## Flota histórica

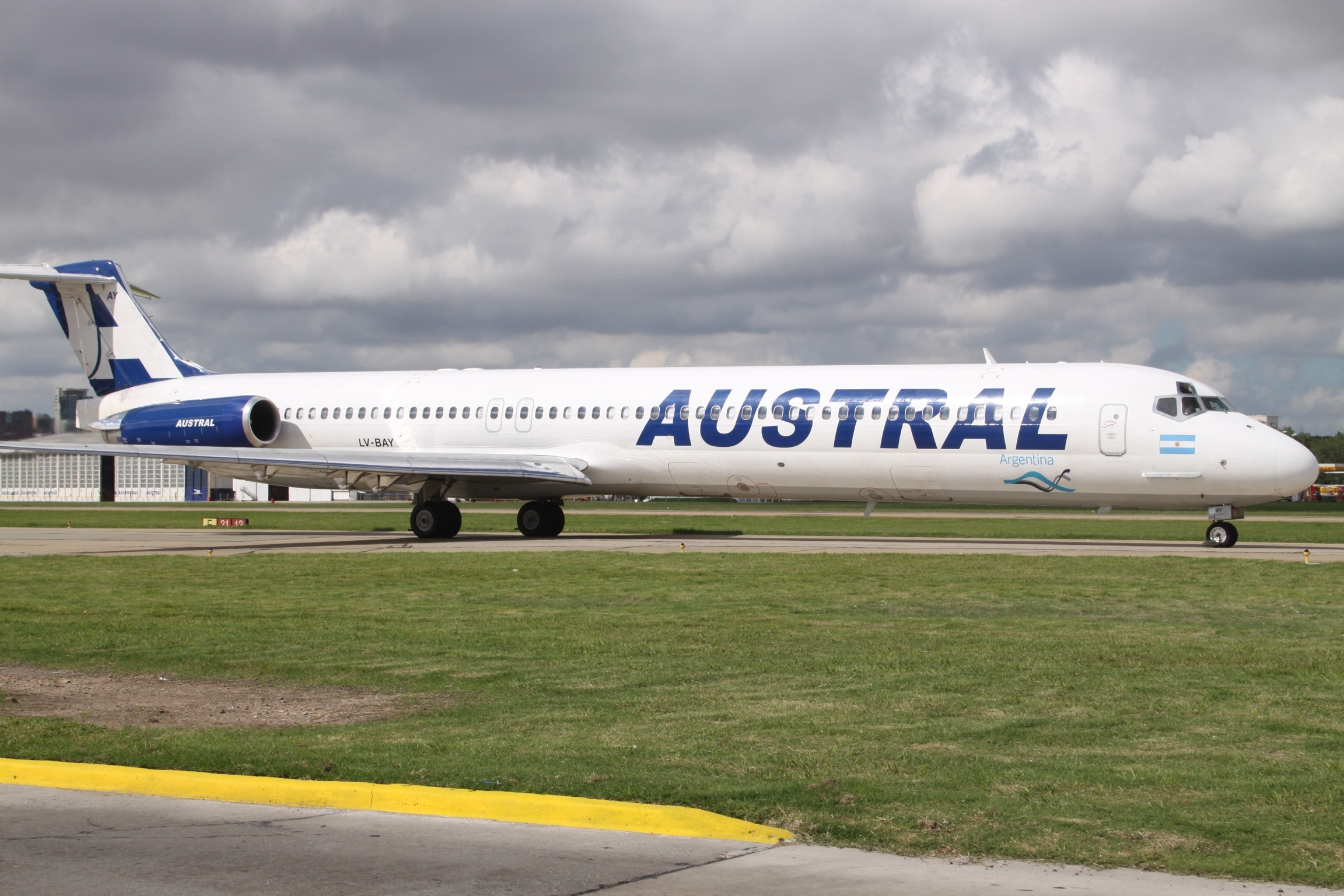
MD-83 de Austral en el Aeroparque Jorge Newbery.

| Aeronaves               | Total | Introducido | Retirado | Matrículas |
| ----------------------- | ----- | ----------- | -------- | --- |
| BAC 1-11                | 18    | 1967        | 1994     | G-AWGG, N5042, LV-PID (rrg. LV-IZR), LV-IZS, LV-PKA (rrg. LV-JGY), LV-JNR, LV-JNS, N5039, LV-JGX, LV-PSW (rrg. LV-LHT), LV-PEW (rrg. LV-MZM), LV-JNR, LV-JNT, LV-OAX, LV-MEX, LV-MRZ, LV-LOX y LV-OAY                                                                                           |
| Boeing 737-200          | 8     | 2000        | 2007     | LV-ZZI, LV-WTX, LV-ZTI, LV-ZXP, LV-ZXB, LV-ZYI, LV-PIJ (rrg. LV-ZTE), LV-ZXH, LV-ZTX y LV-ZXV |
| CASA CN-235             | 2     | 1992        | 1999     | LV-VGV y LV-VHM |
| Curtiss C-46 Commando   | 11    | 1957        | 1971     | LV-FTT, LV-PMA (rrg. LV-GGL), LV-PQC (rrg. LV-GJS), LV-FTX, LV-FTS, LV-FTY, LV-PML (rrg. LV-GGM), LV-FTR, LV-FSA, LV-PEV (rrg. LV-GEB) y LV-PEU (rrg. LV-GED) |
| Douglas DC-3            | 5     | 1958        | 1973     | LV-FYI, LV-GIB, LV-FYH, LV-FYJ y LV-FYL |
| Douglas DC-4            | 1     | 1960        | 1963     | LV-GJV |
| Douglas DC-6            | 16    | 1961        | 1969     | LV-PEC (rrg. LV-IOM), LV-PCP (rrg. LV-ILZ), LV-PCD (rrg. LV-IJU), LV-PEB (rrg. LV-IOH), LV-PEK (rrg. LV-IOY), LV-PGM (rrg. LV-ITB), LV-PFE (rrg. LV-IPE), LV-PEL, LV-PFX (rrg. LV-ISV), LV-PCE (rrg. LV-ILL), LV-PGO (rrg. LV-ITA), LV-PVS (rrg. LV-HRC), LV-PFD (rrg. LV-HHR), LV-PXR y LV-PAY |
| Embraer ERJ-190         | 26    | 2010        | 2020     | LV-CDY, LV-CDZ, LV-CET, LV-CEU, LV-CEV, LV-CHO, LV-CHQ, LV-CHR, LV-CHS, LV-CID, LV-CIE, LV-CIF, LV-CIG, LV-CIH, LV-CKZ, LV-CMA, LV-CMB, LV-CPI, LV-CPJ, LV-CPK, LV-FPS, LV-FPT, LV-GAQ, LV-GBK, LV-GIK y LV-GIQ                                                                                 |
| McDonnell Douglas DC-9  | 14    | 1978        | 2001     | LV-WJH, N8713Q, N8714Q, LV-WAW, LV-WAX, LV-WEG, LV-WGU, LV-WEH, LV-WFT, LV-WTH, LV-WSZ, LV-WIS, LV-WHL y LV-YAB |
| NAMC YS-11A             | 5     | 1968        | 1979     | LV-JII, LV-JIJ y LV-JLJ |
| McDonnell Douglas MD-81 | 4     | 1980        | 2012     | N10022 (rrg. LV-WPY), N10027 (rrg. LV-WFN), YU-AJZ y N1003G, |
| McDonnell Douglas MD-82 | 2     | 1988        | 2012     | PH-MCD y LV-BGZ |
| McDonnell Douglas MD-83 | 11    | 1992        | 2012     | LV-PJH (rrg. LV-ARF), LV-PJJ (rrg. LV-BAY), LV-BEG, LV-BHH, N509MD (rrg. LV-WGM), LV-BGV, LV-BDO, LV-BDE, LV-AYD, LV-VAG y LV-BHN |
| McDonnell Douglas MD-88 | 12    | 2007        | 2012     | LV-BTW, LV-BTI, LV-BXA, LV-BOR, LV-WGN, LV-VBX, LV-VBZ, LV-BOA, LV-BOH, LV-VCB, LV-VGB y LV-VGC |

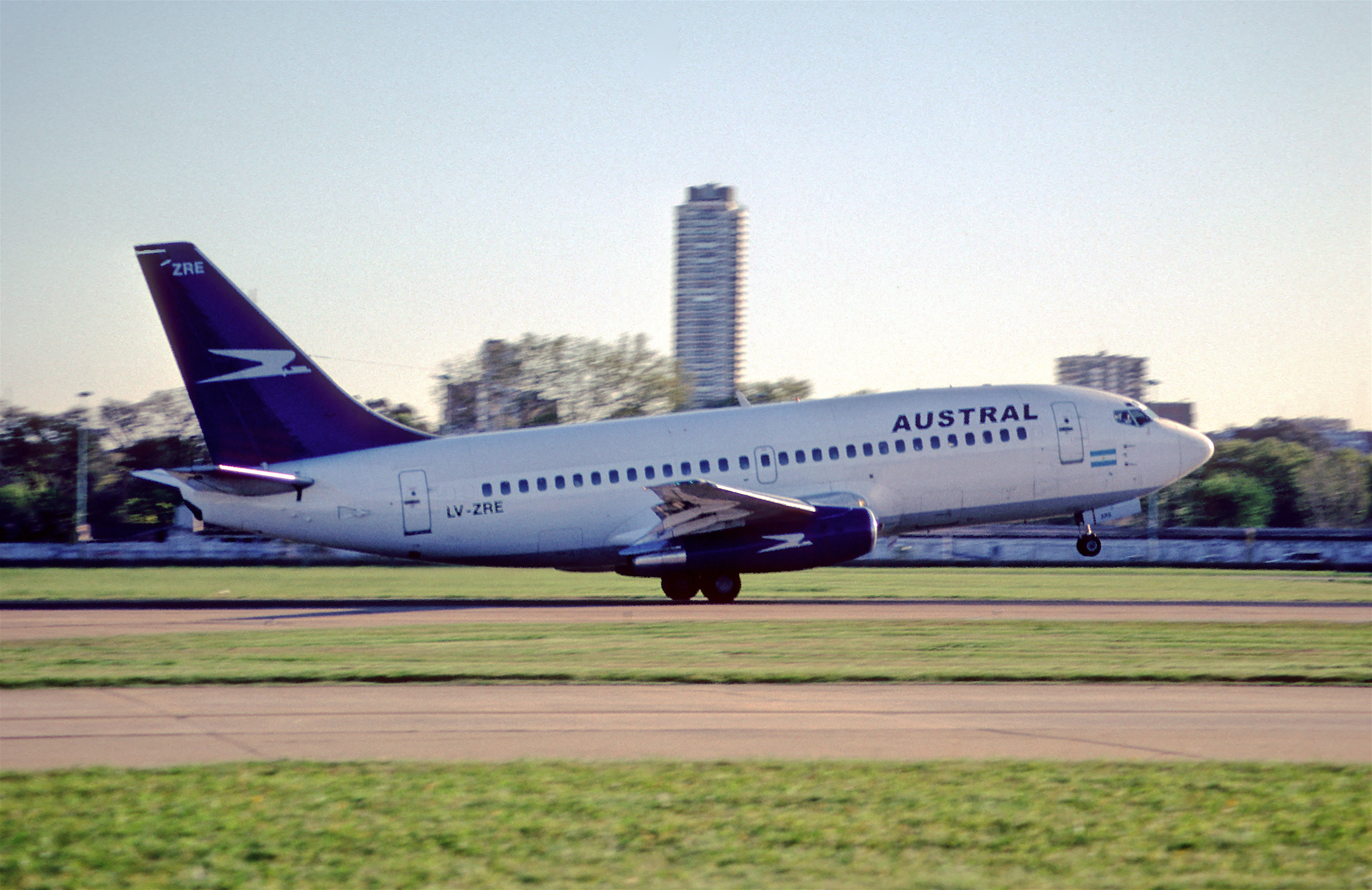
Boeing 737-200 de Austral despegando.

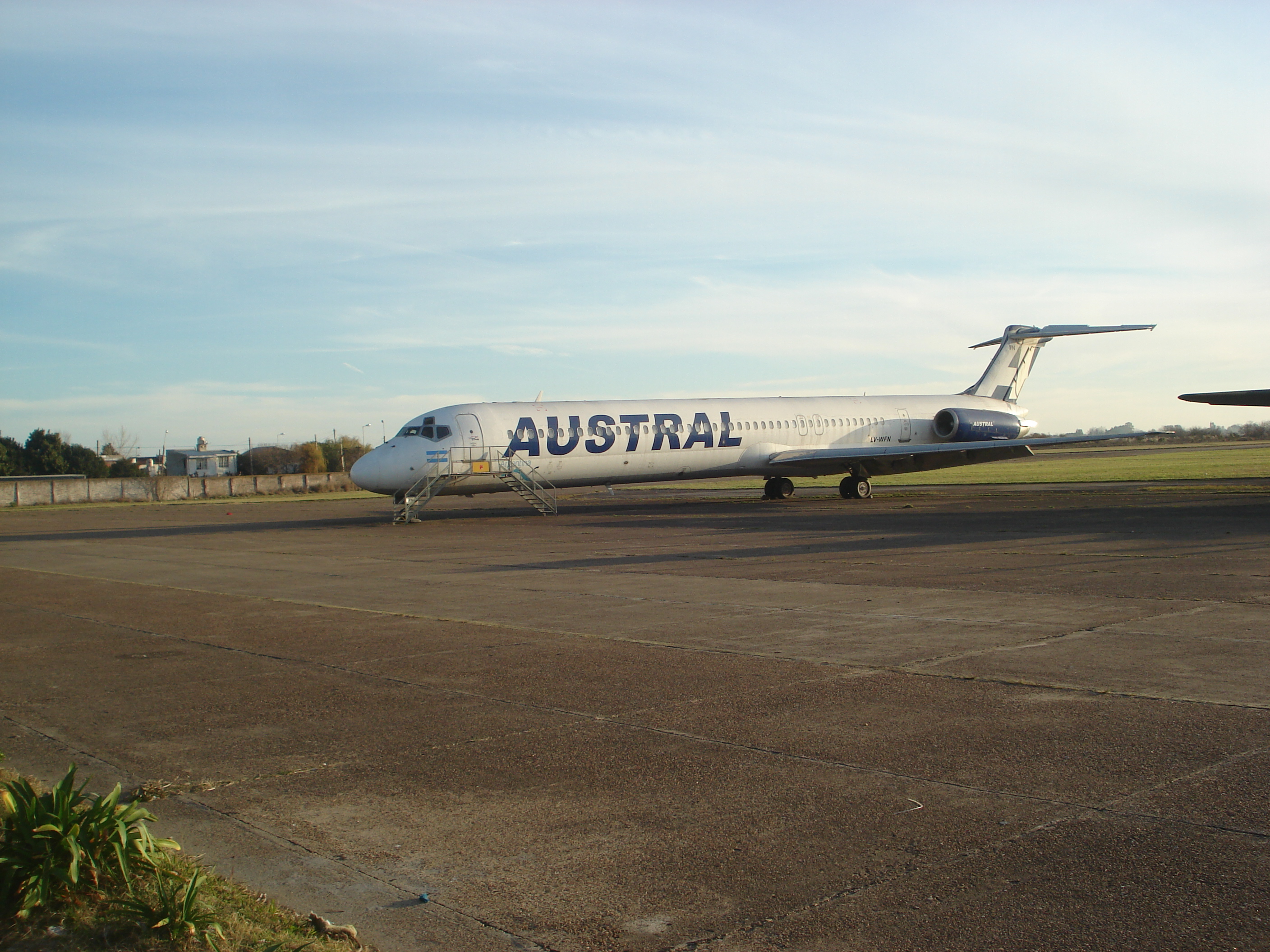
MD-81 de Austral fuera de servicio.

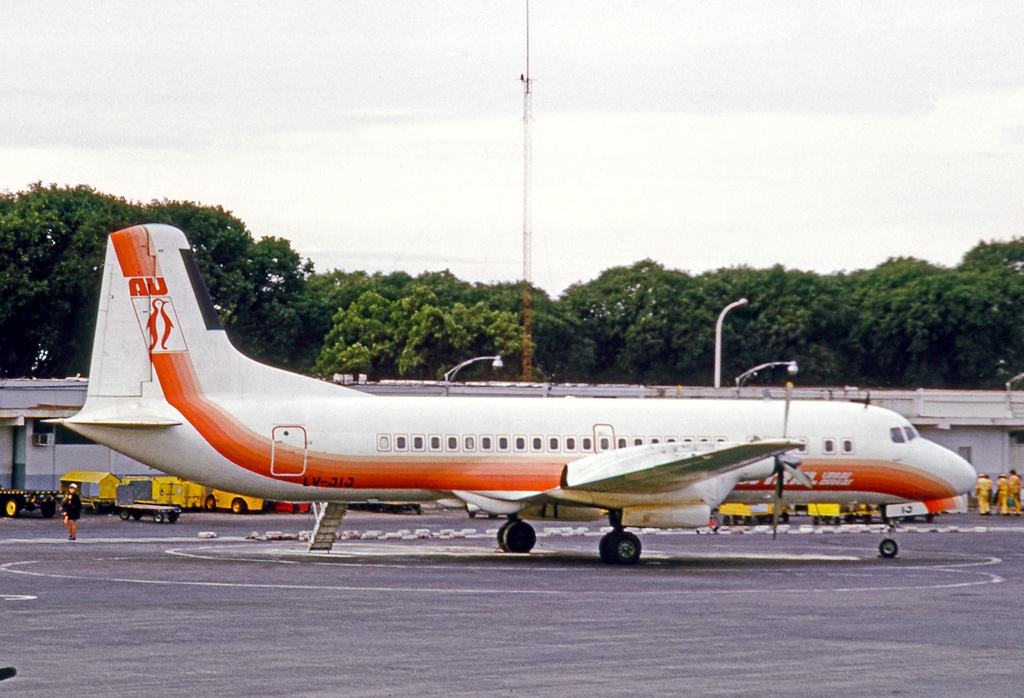
NAMC YS-11

Desde el año 2022 pasó a ser una S.A.U.

## Incidentes y accidentes
- El 16 de enero de 1959, el vuelo 205 de Austral que inauguraba un recorrido triangular desde Buenos Aires/Aeroparque-Mar del Plata-Bahía Blanca-Buenos Aires/Aeroparque, operado por un Curtiss C46 Commander, intentó aterrizar en el Aeropuerto Internacional Astor Piazzolla de Mar del Plata en medio de una fuerte tormenta, pero tomó mal la pista y levantó nuevamente para hacer otro intento; al dar el viraje sobre el mar el avión se estrelló en el agua. 51 personas fallecieron desnucadas por el golpe, el único sobreviviente, el Ing. Roberto Servente, logró salir del avión y sin referencia alguna siguió el oleaje que supuso lo iba a llevar a la costa; con dos costillas rotas, clavícula rota, una pierna quebrada, y una profunda herida en su cabeza logró nadar durante casi cuatro horas hasta sentir que había llegado a la arena y se refugió del frío al reparo del acantilado. Con hipotermia y prácticamente en coma, lo encontró el Padre Gardella, en ese momento capellán de la policía, que ante la noticia del accidente había salido a buscar signos del avión en plena tormenta en el medio de la noche. Las casualidades de la vida hicieron que tiempo después el Ing. Servente llegara a ser presidente de A.L.A. y luego director de Austral Líneas Aéreas.[29]

- El 21 de noviembre de 1977, el vuelo 9 de Austral se estrelló 21 km al este del Aeropuerto de Bariloche, cerca del Cerro Pichileufú. La Aeronave era un BAC 1-11 matriculado LV-JGY. Procedía de Aeroparque Jorge Newbery con 79 pasajeros, que al llegar a Bariloche, un error de procedimiento tras la interrupción de la señal VOR.

- El 7 de mayo de 1981, el  vuelo 901 de Austral se estrelló en el Río de la Plata cuando esperaba la autorización para aterrizar en el Aeroparque Jorge Newbery. La Aeronave era un BAC 1-11 matriculado LV-LOX.

- El 12 de junio de 1988, el vuelo 46 de Austral se accidentó cerca de la pista del Aeropuerto Internacional de Posadas en Misiones, que había partido de Buenos Aires con una escala en la ciudad de Resistencia, los 22 pasajeros y tripulantes a bordo murieron. La causa se le atribuyó a la baja visibilidad y a un error del piloto.[cita requerida]

- El 9 de agosto de 1995 se cae al vacío una azafata por fallo de la puerta de cabina en un CN-235-200, ver Vuelo 2306 de Inter Austral.

- El 10 de octubre de 1997, el vuelo 2553 de Austral se estrelló en Fray Bentos, Uruguay durante un vuelo desde Posadas (Misiones) a Buenos Aires. Fallecieron todos sus pasajeros y tripulantes, un total 74 personas.